# 文献通考
| 十通               |
| 《通典》           |
| 《通志》           |
| 《文献通考》       |
| 《续通典》         |
| 《续通志》         |
| 《续文献通考》     |
| 《清朝通典》       |
| 《清朝通志》       |
| 《清朝文献通考》   |
| 《清朝续文献通考》 |

《文獻通考》，元朝馬端臨撰，以杜佑《通典》為藍本，將《通典》上之八門增擴為二十四門，記載上古至宋寧宗嘉定末年歷代典章制度的政書。元大德十一年（1307年）成書。後與《通典》、鄭樵《通志》，合稱「三通」。

## 內容
《文獻通考》，全書三百四十八卷，附考證三卷，分為二十四考，其中田賦、錢幣、戶口、職役、征榷、市糴、土貢、國用、選舉、學校、職官、郊社、宗廟、王禮、樂、兵、刑、輿地、四裔等十九考則多沿用《通典》舊有史料，並新增經籍、帝系、封建、象緯、物異五考。以《經籍考》最有成就。在《通典》的基礎上廣泛地搜集史料，詳細地加以考證，去偽存真，歸類分目，按時代先後排列比較。全書有「文」、「獻」、「考」三種。「文」是文獻網羅與考訂，「獻」是指前人之議論，「考」主要是馬端臨的按語。馬端臨的按語，貫串古今，折衷恰當，力求從歷史事實出發，作出審慎的結論，尤其對於土地制度、兵役制度所發表的見解為前人所未有。馬端臨生活在宋末元初，深知南宋政治腐敗是導致王朝滅亡的主要原因。因此，他對宋代制度的研究功夫最深，對宋代的典章制度，記載也特別詳細，對兩宋政治的黑暗面進行了揭露，從而使書中有關宋代的記錄較為真實可靠史料價值超過了同類的其他著作。
《文獻通考》作為一部記敍歷代典章制度的政書，和司馬光的《資治通鑒》有了相輔相成的作用。是以僅讀《通鑒》而不讀《通考》，就好比讀「紀、傳」而不讀「志、表」，只知一代的人物事蹟，而不知一代的典章制度。相反，如唯讀《通考》而不讀《通鑒》，猶如知「志、表」而不知「紀、傳」。所以，只有兩部書結合起來讀，才會對中國上下幾千年的歷史有個較全面的認識。《文獻通考》材料較《通典》翔實，體例較《通志》嚴謹，于宋代制度尤為詳備，因而是政書中最有價值之作。《四庫全書總目提要》評曰；「（文獻通考）雖稍遜《通典》之簡嚴，而詳瞻實為過之，非鄭樵《通志》所及也。」馬端臨曾於《文獻通考序》中謂：「引古今謂之文，參以唐宋以來諸臣之奏疏、諸儒之議論謂之獻，故名『文獻通考』。」

## 目錄
《文獻通考》二十四考目錄：田賦考七卷（卷一至七）、錢幣考二卷（卷八至九）、戶口考二卷（卷十至十一）、職役考二卷（卷十二至十三）、征榷考六卷（卷十四至十九）、市糴考二卷（卷二十至二十一）、土貢考一卷（卷二十二）、國用考五卷（卷二十三至二十七）、選舉考十二卷（卷二十八至三十九）、學校考七卷（卷四十至四十六）、職官考二十一卷（卷四十七至六十七）、郊社考二十二卷（卷六十八至八十九）、宗廟考十五卷（卷九十至一百五）、王禮考二十二卷（卷一百六至一百二十七）、樂考二十卷（卷一百二十八至一百四十八）、兵考十三卷（卷一百四十九至一百六十一）、刑考十二卷（卷一百六十二至一百七十三）、經籍考七十六卷（卷一百七十四至二百四十九）、帝系考十卷（卷二百五十至二百五十九）、封建考十八卷（卷二百六十至二百七十七）、象緯考十七卷（卷二百七十八至二百九十四）、物異考二十卷（卷二百九十五至三百十四）、輿地考九卷（卷三百十五至三百二十三）、四裔考二十五卷（卷三百二十四至三百四十八）。

## 提要
《四庫提要》：「端臨字貴與，江西樂平人，宋宰相廷鸞之子也。鹹淳中，漕試第一。會廷鸞忤賈似道去國，端臨因留侍養，不與計偕。元初起為柯山書院山長。後終於台州儒學教授。是書凡《田賦考》七卷，《錢幣考》二卷，《戶口考》二卷，《職役考》二卷，《征榷考》六卷，《市糴考》二卷，《土貢考》一卷，《國用考》五卷，《選舉考》十二卷，《學校考》七卷，《職官考》二十一卷，《郊祀考》二十三卷，《宗廟考》十五卷，《王禮考》二十二卷，《樂考》十五卷，《兵考》十三卷，《刑考》十二卷，《經籍考》七十六卷，《帝系考》十卷，《封建考》十八卷，《象緯考》二十七卷，《物異考》二十卷，《輿地考》九卷，《四裔考》二十五卷。其書以杜佑《通典》為藍本。《田賦》等十九門，皆因《通典》而離析之。《經籍》《帝系》《封建》《象緯》《物異》五門則廣《通典》所未及也。自序謂「引古經史謂之‘文’，參以唐宋以來諸臣之奏疏，諸儒之議論，謂之‘獻’。故名曰《文獻通考》。」中如《田賦考》載唐租庸調之制，而據《唐會要》，則自開元十六年以後，其法屢改。載五代田賦之制，而據《五代會要》，尚有天成四年戶部奏定三京諸府夏秋稅法一事，乃一概略之。楊炎定兩稅法奏疏，最關沿革，亦佚不載。《職役考》載口算之制，而《漢書》永建四年除三輔三年逋租過更口算芻稿詔書不載。《征榷考》詳載鹽鐵，而《五代會要》後唐長興四年諸道鹽鐵轉運使奏定鹽鐵條例不載。又《雜稅》載果菜之稅。而《漢書》永元六年流民販賣勿出租稅詔不載。《國用門》載漕運興廢，而《後漢書》建武七年罷護漕都尉，建初三年罷常山諸處河漕不載。其載唐代東都及鄭州諸處漕運措置，亦不及《唐會要》之詳。歷代賑恤，於漢既載本始四年之詔，而略三年郡國傷旱甚者民毋出租賦之詔。《選舉考》詳載兩漢之選舉，而《漢書》元封四年詔舉茂才異等，始元元年遣廷尉持節行郡國舉賢良，永光元年詔舉朴質敦厚遜讓有行者，光祿歲以此科第郎從官，俱不載。《學校考》辨先聖、先師之分，而《唐會要》貞觀二十一年詔以孔子為先聖，顏回等為先師之制不載。至《職官考》則全錄杜佑《通典》。五代建置，尤敍述寥寥。核以王溥《五代會要》、孫逢吉《職官分紀》，僅得其十之一二。
《郊祀考》多引經典，而《尚書》之肆類於上帝不載。《逸周書》《白虎通》《三輔黃圖》所載周明堂之制最詳，亦不及徵引。又載歷代明堂之制，而梁武帝改作明堂，詳於《隋書•禮儀志》者不載。地祇之祭只引《周官》及《禮記•郊特性》，而禮運、祭地、瘞繒，及《考工記》玉人兩圭五寸祀地之文不載。漢祀後土之制，只載《漢舊儀》祭地河東，而《漢官儀》北郊壇在城西北諸制不載。又雩祭引《左傳》《周禮》注疏，而《禮記•祭法》雩宗祭水旱也，《爾雅》舞號雩也，皆不載。祭日月，只引《禮記》《周禮》，而《大戴禮》天子春朝朝日，秋暮夕月，及《尚書大傳》古者帝王以正月朝迎日於東郊，皆不載。於漢制既載宣帝時成山祠日、萊山祠月，而建始時罷此祠，複立於長安城事，又不載。《社稷門》引各經注疏所論社制，而《周書•作雒篇》建社之制，及蔡邕《獨斷》所載天子大社之制，皆不載。祀山川亦引經傳，而《儀禮•覲禮》祭山丘陵升、祭川沈，《爾雅》祭山曰庪縣、祭川曰浮沈，皆不載。又分代詳載，而獨略北齊天保元年分遣使人致祭於五嶽四瀆。《宗廟考》載後魏七廟之制，只引《禮志》改七廟之詔，不知興建沿革詳於《孫惠蔚本傳》。又唐初建七廟，《新唐書•禮樂志》多略，而不參用《舊唐書•禮儀志》。《王禮考》載周之朝儀，而不引《周書•王會解》。又詳載歷代朝儀，而不載《史記•秦本紀》始皇三十五年營作朝宮。載漢代朝儀，而不載《續漢書•禮儀志》所載常朝之制。又輿服之載於史志者，必詳敘卿士大夫，如漢制二千石車朱兩轓之類，所以明差等也，而一概從略。《樂考》載五代廟樂，不如《五代會要》之詳。《兵考》載晉兵制至悼公四年而止，其後治兵邾南，甲車四千乘不載。載魯兵制自昭公蒐紅始，而成西元年作丘甲，襄公十一年作三軍，昭公五年舍中軍，俱不載。《經籍考》卷帙雖繁，然但據晁、陳二家之目。參以諸家著錄，遺漏宏多。《輿地考》亦本歐陽忞《輿地廣記》，罕所訂補。大抵門類既多，卷繁帙重，未免取彼失此。然其條分縷析，使稽古者可以案類而考。又其所載宋制最詳。多《宋史》各志所未備。案語亦多能貫穿古今，折衷至當。雖稍遜《通典》之簡嚴，而詳贍實為過之。非鄭樵《通志》所及也。」

## 評價
清末阮元認爲，讀《資治通鑑》，已通曉歷代政事；讀《文獻通考》，已通曉歷代政典，號稱「二通」。羅香林《中國通史》曰：馬端臨《文獻通考》已於鄭志（鄭樵《通志》）並行，雖薈萃群英不及鄭氏二十略，而詳瞻處亦多可取。
元仁宗延祐六年（1319年），道官王壽衍訪得此書進呈。此書得以流傳。自刊刻以來一直得到好評。元人評價他：「行履端純，詞章雅麗，家傳鼎鼐之譜，幼館閣之儲，知前代之典章，識當世之體要。」「凡於治道有關者，無不彪分匯列，井井有條，治國安民，特舉而措之耳，此可謂濟世之儒，有用之學。」《四庫全書總目提要》雖對《文獻通考》頗多指責也還是肯定它：「然其條分縷析，使稽古者可以按類而考；又其所載宋制最詳，多《宋史》各志所未備；按語亦多能貫穿古今，折衷至當。雖稍遜《通典》之簡嚴，而詳贍實為過之，非鄭樵《通志》所及也。」又後人對馬端臨在南宋滅亡後獨善其身的做法也有所批評。特別是他為了不觸及元宋交兵，而把《文獻通考》截斷在嘉定五年（1212年），使宋代典章制度不能成為一個完整的體系。

## 版本
- 《文獻通考》，西湖書院刊本，元泰定元年(1324)刊後至元五年(1339)余謙修補本。[2]
- 《文獻通考》，蘄陽馮天馭校刊本，明朝(1368-)版本)。[2]
- 《文獻通考》，建陽劉氏慎獨齋刊本，明正德十四年(1519)。[2]
- 《文獻通考》，司禮監刊本，明嘉靖三年(1524)。[2]
- 《文獻通考》，松江府刊本，明萬曆三十一年(1603)。[2]
- 《文獻通考》，四庫全書刊本，清乾隆四十一年。[3]
- 《文獻通考》，杭州浙江書局刊本，清光緖八年(1882)。[2]
- 《文獻通考》，上海鴻寶書局石印本，清光緖二十八年(1902)。[2]
- 《文獻通考》，堅匏盦排印本，清光緖三十一年(1905)。[2]
- 《十通》第七種，《文獻通考》，上海商務印書館刊本，民國二十四年(1935)。[4]
- 《文獻通考》，臺北新興書局刊本，民國四十七年(1958)。[4]

## 註解
1. ↑  欽定四庫全書總目提要
2. 1 2 3 4 5 6 7 8  中華民國國家圖書館善本藏書
3. ↑  國立故宮博物館藏書
4. 1 2  中華民國國家圖書館藏書